# Quartiers de Nanterre
La ville de Nanterre compte 11 quartiers administratifs. Ils possèdent chacun un conseil de quartier depuis 1977 (et depuis 2024 pour le dernier quartier nanterrien créé, le quartier des Groues) et certains quartiers de la ville disposent d'une mairie de quartier ou annexe de mairie.
Ces quartiers sont :
- Quartier du Centre
- Quartier de la Boule - Champs-Pierreux
- Quartier du Chemin de l'Île
- Quartier des Groues[1] (gare de Nanterre-La Folie)
- Quartier du Parc Nord (côté rue Salvador Allende)
- Quartier du Parc Sud (côté avenue Pablo Picasso)
- Quartier du Petit-Nanterre
- Quartier du Plateau - Mont-Valérien
- Quartier République
- Quartier du Vieux-Pont / Sainte-Geneviève
- Quartier de l’Université